# GJ 1214
GJ 1214（グリーゼ・ヤーライス1214）は、へびつかい座の方角、地球からおよそ47光年の位置に存在するスペクトル型M4.5の赤色矮星である。

## 特徴
GJ 1214の視等級は、14.7と暗い。この恒星のサイズは太陽のおよそ5分の1、表面温度は約2,700度、光度は太陽の0.4%程度と推定されている。
GJ 1214の明るさは、時間とともに最大1%程度変化しており、これは恒星黒点の存在と恒星の自転によるものと考えられる。
| 太陽 | GJ 1214   |
| ---- | --------- |
| 太陽 | Exoplanet |

## 惑星系
2009年12月17日、ハーバード・スミソニアン天体物理学センターを中心とするグループが、太陽系外惑星であるGJ 1214bが軌道上に発見されたと発表した。この惑星は、組成のうち3/4が水である可能性が示され、発見当時は、どの系外惑星より地球に似ている可能性があると言われた。
GJ 1214bは、系外のスーパーアースとしてはCoRoT-7bに続いて2番目に質量と半径が推定された惑星となった。更に、系外のスーパーアースとしては初めて大気の存在が確認された。中心星のスペクトルの惑星大気による吸収を観測することで、惑星大気の分析も進んでいる。
トランジットによる変光を詳細に分析した結果、2つ目の惑星の存在については、海王星サイズの惑星は中心星の近傍にはなく、地球サイズの惑星の場合も制限が加えられている。
| 名称 （恒星に近い順） | 質量      | 軌道長半径 （天文単位） | 公転周期 (日) | 軌道離心率 | 軌道傾斜角 | 半径     |
| --------------------- | --------- | ----------------------- | ------------- | ---------- | ---------- | -------- |
| b (Enaiposha)         | 0.0197 MJ | 0.01411                 | 1.580405      | < 0.27     | 88.17°     | 0.254 RJ |

## 名称
2022年、ジェイムズ・ウェッブ宇宙望遠鏡の優先観測目標候補となっている太陽系外惑星のうち、20の惑星とその親星を公募により命名する「太陽系外惑星命名キャンペーン2022（NameExoWorlds 2022）」において、GJ 1214とGJ 1214 bは命名対象の惑星系の1つとなった。このキャンペーンは、国際天文学連合（IAU）が「持続可能な発展のための国際基礎科学年（IYBSSD2022）」の参加機関の一つであることから企画されたものである。2023年6月、IAUから最終結果が公表され、GJ 1214はOrkaria、GJ 1214 bはEnaiposhaと命名された。Orkariaは、ケニア・タンザニアの先住民マーサイの若い戦士が儀式の際に塗る赤土のことで、GJ 1214の色を暗示する。Enaiposhaは、マーサイが湖や海など大きな水の集まりを表す言葉で、大量の水の荒々しい一面への畏敬も表す。